# Острівець (Уманський район)
Остріве́ць (кол. Капітанське) — село в Україні, в Уманському районі Черкаської області. У селі мешкає 458 людей. Входить до складу Бабанської селищної громади.

## Історія
В книзі 1895 року, автором якої є В.Б.Антонович, яка має назву "Археологічна мапа Київської губернії"  зазначено, що в селі є 2 кургани. 
В книзі Похилевича 1864 року "Сказання про населені місцевості Київської губернії" вказано, що село Острівець також називається Капітанським, при впаданні р. Небелівки в річку Ятрань. Всього мешканців 731, серед яких 6 римських католиків; землі 2782 десятини. Церква Андріївська, дерев'яна, 7 класу; землі має 36 десятин; збудована 1764 року. Дзвіниця з каменю. 